# Second Peninsula
Second Peninsula är en halvö i Kanada.   Den ligger i provinsen Nova Scotia, i den sydöstra delen av landet, 900 km öster om huvudstaden Ottawa.
I omgivningarna runt Second Peninsula växer i huvudsak blandskog.